# Vsevoložsk
Vsevoložsk (rusky Все́воложск) je město v Leningradské oblasti v Ruské federaci, satelitní město Petrohradu. Při sčítání lidu v roce 2010 měl bezmála šedesát tisíc obyvatel. V tomto městě se nacházela výroba finských pneumatik Nokian, která ale byla v průběhu roku 2022 ukončena.

## Poloha
Vsevoložsk leží na Karelské šíji na řece Lubji, přítoku Ochty v povodí Něvy. Od Petrohradu, správní střediska oblasti, je vzdálen přibližně 28 kilometrů na severovýchod.

## Dějiny
Za druhé světové války vedla při obléhání Leningradu přes Vsevoložsk důležitá zásobovací trasa zvaná Cesta života.

## Slavní rodáci
- Vladimir Bělousov (* 1946) - bývalý sovětský skokan na lyžích